# China Resources Enterprise
China Resources Enterprise er en kinesisk dagligvarekoncern, som er ejet af det statsejede China Resources Holdings. De fokuserer på detailhandel, drikkevarer, madvarer og distribution i Hongkong og Kina. De ejer 51 % af bryggeriet CR Snow gennem et joint venture med SABMiller.